# Astragalus demavendicolus
Astragalus demavendicolus es una especie de planta del género Astragalus, de la familia de las leguminosas, orden Fabales.

## Distribución
Astragalus demavendicolus se distribuye por Irán.

## Taxonomía
Fue descrita científicamente por Bornm. & Gauba.